# 清水香苗
清水 香苗（しみず かなえ、1985年4月15日 - ）は、神奈川県出身の女性お笑い芸人。

## 来歴・人物
大学の看護学科で学ぶ現役大学生だった当時に太田プロダクションに入り、2005年2月19日に栗田育美とお笑いコンビ「本日は晴天なり」を結成。その相方とは、出会って5秒で結成を決めたという。コンビだった当時は、コントにダンスを取り入れたネタなどを披露していた。
一年後の2006年2月19日に清水は「本日は晴天なり」を離れ、その後約一年間活動を休止。翌2007年にピン芸人として活動を再開している。なお、相方だった栗田は現在、「本日は晴天なり」の名をそのまま芸名として継承したピン芸人として活動している。
太田プロダクションの芸能人女子フットサルチーム「YOTSUYA CLOVERS」の元メンバー。
特技はソフトボールで、中学生・高校生時代とずっとキャッチャーを務め、中学生時代は県大会で優勝を経験している。